# Prix Camille de Wazières
Prix Camille de Wazières är ett montélopp för fyraåriga hingstar och ston som äger rum i januari på Hippodrome de Vincennes i Paris i Frankrike. Loppet går av stapeln samma tävlingsdag som Prix d'Amérique. Det är ett Grupp 2-lopp, man måste minst ha sprungit in 23 000 euro för att få starta. Den samlade prissumman är 120 000 euro, varav 54 000 euro i förstapris.
Loppet instiftades 1948 för att hedra Camille de Wazières (1884–1938) som hade en stor betydelse för den franska travsporten under sitt liv då hon var en framstående kusk och ryttare under sin karriär.

## Vinnare
| År   | Häst               | Far                | Kusk                     | Tränare                  | Distans | Tid/km |
| ---- | ------------------ | ------------------ | ------------------------ | ------------------------ | ------- | ------ |
| 2024 | Kaya Dream         | Unbridled Charm    | Damien Bonne             | Étienne Dubois           | 2 700 m | 1'13"3 |
| 2023 | Jean Balthazar     | Alto de Viette     | Alexandre Abrivard       | Pascal Castel            | 2 700 m | 1'13"5 |
| 2022 | Inshore            | Read de Lou        | Alexandre Abrivard       | Laurent-Claude Abrivard  | 2 700 m | 1'14"5 |
| 2021 | Helitlopet         | Un Charme Fou      | Adrien Lamy              | Franck Leblanc           | 2 175 m | 1'12"2 |
| 2020 | Gospel Pat         | Uriel Speed        | David Thomain            | Philippe Allaire         | 2 175 m | 1'12"9 |
| 2019 | Fado du Chêne      | Singalo            | Paul-Philippe Ploquin    | Julien Le Mer            | 2 175 m | 1'12"1 |
| 2018 | Ezréal Jiel        | Rédéo Josselyn     | Jean-Luc Dersoir         | Jean-Luc Dersoir         | 2 175 m | 1'13"1 |
| 2017 | Dollar Macker      | Ready Cash         | Yoann Lebourgeois        | Philippe Allaire         | 2 175 m | 1'12"7 |
| 2016 | Cyprien des Bordes | Ouragan de Celland | Jean-Loïc-Claude Dersoir | Joël Hallais             | 2 175 m | 1'13"7 |
| 2015 | Bocage d'Ortige    | Mirage du Goutier  | Matthieu Abrivard        | Sébastien Guarato        | 2 175 m | 1'12"3 |
| 2014 | Al Capone Jet      | Jag de Bellouet    | Matthieu Abrivard        | Nicolas Raimbeaux        | 2 175 m | 1'13"8 |
| 2013 | Vincitore Ermitage | Epicondyle         | David Thomain            | Damien Bonne             | 2 175 m | 1'13"5 |
| 2012 | Up Market          | Obrillant          | Yoann Lebourgeois        | Philippe Allaire         | 2 175 m | 1'14"  |
| 2011 | Tucson             | Coktail Jet        | Jonathan Carré           | Philippe Allaire         | 2 175 m | 1'13"3 |
| 2010 | Scipion du Goutier | Goetmals Wood      | Franck Nivard            | Franck Leblanc           | 2 175 m | 1'14"5 |
| 2009 | Rêve des Vallées   | Kiwi               | Franck Nivard            | Anais Clairchamp         | 2 175 m | 1'14"6 |
| 2008 | Quinta des Lucas   | Cygnus d'Odyssée   | Romain-Christian Larue   | Bruno Marie              | 2 175 m | 1'13"9 |
| 2007 | Prince de Montfort | Ipsos de Montfort  | Maxime Bézier            | Sébastien Guarato        | 2 850 m | 1'15"9 |
| 2006 | Option Force       | Goetmals Wood      | Philippe Masschaele      | Luc Roelens              | 2 850 m | 1'16"7 |
| 2005 | Nancy Menuet       | Goetmals Wood      | Éric Raffin              | Yannick Gervais          | 2 850 m | 1'16"9 |
| 2004 | Mon Jeu Diam       | Big Prestige       | Matthieu Abrivard        | Patrick Thibout          | 2 725 m | 1'19"9 |
| 2003 | Latinus            | Dahir de Prélong   | Jean-Loïc-Claude Dersoir | Joël Hallais             | 2 725 m | 1'17"9 |
| 2002 | King du Perthois   | Podosis            | Jean-Loïc-Claude Dersoir | Jean-Loïc-Claude Dersoir | 2 700 m | 1'18"1 |
| 2001 | Jairo des Veys     | Allegro            | Pierre-Yves Verva        | Joachim Marteau          | 2 700 m | 1'17"4 |
| 2000 | Idéal de l'Iton    | Cygnus d'Odyssée   | Michel Lenoir            | Michel Roussel           | 2 700 m | 1'18"7 |
| 1999 | Hibiscus du Rib    | Quito du Vivier    | Jean-Loïc-Claude Dersoir | Joël Hallais             | 2 700 m | 1'19"6 |
| 1998 | Gai Brillant       | Podosis            | Jean-Philippe Mary       | Philippe Allaire         | 2 725 m | 1'18"2 |
| 1997 | Fort Pile          | Ouragon            | Jean-Loïc-Claude Dersoir | Joël Hallais             | 2 700 m | 1'21"9 |
| 1996 | Easy To Drive      | Royal Ludois       | Jean-Philippe Mary       | Jean-Claude Mariette     | 2 700 m | 1'19"5 |
| 1995 | Destin de Busset   | Opus Dei           | Philippe Békaert         | Ulf Nordin               | 2 725 m | 1'21"7 |
| 1994 | Courlis du Pont    | Opus Dei           | Laurent-Claude Abrivard  | Ulf Nordin               | 2 700 m | 1'19"3 |
| 1993 | Boy du Pré         | Podosis            | Jean-Philippe Mary       | Philippe Allaire         | 2 675 m | 1'19"6 |
| 1992 | Athos du Houlbet   | Marco Bonheur      | Alain Laurent            | Paul Viel                | 2 650 m | 1'22"3 |
| 1991 | Voici du Niel      | Kimberland         | Laurent-Claude Abrivard  | Ulf Nordin               | 2 650 m | 1'21"4 |
| 1990 | Ursulo de Crouay   | Mivus              | Philippe Gillot          | Joël Hallais             | 2 675 m | 1'20"6 |
| 1989 | Tristan d'Essarts  | Jiosco             | Alain Laurent            | Stig Engberg             | 2 650 m | 1'20"5 |
| 1988 | Stirwen            | Valmont            | Jacques-Maurice Riaud    | Guy Lhomet               | 2 650 m | 1'22"6 |
| 1987 | Ramage             | Firstly            | Alain Sionneau           | Guy-Maurice Dreux        | 2 675 m | 1'22"8 |
| 1986 | Querfeu            | Feu Vert           | Pierre Levesque          | Jean-Pierre Léger        | 2 650 m | 1'21"8 |
| 1985 | Podosis            | Florestan          | Patrick Chéradame        | Roger Ledoyen            | 2 675 m | 1'22"8 |
| 1984 | Opimius            | Brutus Lucius      | Jean-Claude Hallais      | Roger Baudron            | 2 600 m | 1'22"3 |
| 1983 | Navigo             | Elpénor            | Jean-Claude Hallais      | Roger Baudron            | 2 600 m | 1'22"3 |
| 1982 | Mabrouka           | Balfour            | Yves Dreux               | Ali Hawas                | 2 625 m | 1'21"4 |
| 1981 | Levorino           | Kerjacques         | Alain Laurent            | Stig Engberg             | 2 600 m | 1'23"2 |
| 1980 | Kagino             | Quérido II         | Pascal Békaert           | Annick Dreux             | 2 600 m | 1'21"7 |
| 1979 | Jeune Orange       | Chambon P          | Alain Sionneau           | Gaston Pelletier         | 2 600 m | 1'22"1 |
| 1978 | Ipsilon            | Umbre d'Or         | Jean Mary                | Louis Boulard            | 2 600 m | 1'23"8 |
| 1977 | Houkopulco         | Mitsouko           | Alain Sionneau           |                          | 2 600 m | 1'22"4 |
| 1976 | Gazon              | Quasipyl           | Gérard Mascle            |                          | 2 600 m | 1'23"5 |
| 1975 | Fondon             | Quasipyl           | Gérard Mascle            |                          | 2 600 m | 1'23"6 |
| 1974 | Elpénor            | Quioco             | Jean Mary                |                          | 2 600 m | 1'20"8 |
| 1973 | Diamant P          | Quatt Cent Trois   | Alain Laurent            |                          | 2 600 m | 1'24"1 |
| 1972 | Carnaval           | Lucky Williams     | Louis Hanse              |                          | 2 600 m | 1'23"  |